# محمد شريف (لاعب كرة قدم، مواليد 1994)
محمد شريف أحمد هو لاعب كرة قدم مصري في مركز الوسط، ولد في 5 يناير 1994. لعب مع النادي الإسماعيلي.